# 茹基夫齊 (拉諾夫齊區)
49°47′56″N 26°0′30″E / 49.79889°N 26.00833°E
茹基夫齊（烏克蘭語：Жуківці），是烏克蘭的村落，位於該國西部捷爾諾波爾州，由克列梅涅茨區負責管轄，始建於1573年，面積1.89平方公里，2001年人口272，人口密度每平方公里143.8人。